# 온양한올고등학교
온양한올고등학교(溫陽한올高等學校)는 대한민국 충청남도 아산시 권곡동에 있는 사립 고등학교이다.

## 학교 연혁
- 1954년 : 새한학원 설립 (설립자 박우승)
- 1970년 11월 19일 : 학교법인 새한학원 설립 기본 재산을 바탕으로 1955년 12월 31일에 설립된 성화학원을 경영인수(1956.02.28. 개교한 삼화중학교) 및 박우승 이사장 취임
- 1971년 12월 30일 : 삼화여자중학교 9학급 인가
- 1972년 12월 26일 : 삼화여자상업고등학교 설립인가
- 1976년 5월 11일 : 박우승 교장 취임
- 1980년 9월 11일 : 야간고등학교 설립
- 1985년 8월 31일 : 보통과 설립 (종합고등학교)
- 2000년 11월 28일 : 학교법인 한올학원 명칭 및 정관 변경
- 2001년 3월 1일 : 온양한올고등학교로 교명 변경
- 2018년 9월 1일 : 박준호 교장 취임
- 2022년 7월 1일 : 장석원 이사장 취임
- 2024년 1월 11일 : 제49회 졸업 (324명, 총 졸업생수 20,839명)

## 설치 학과
- 7차일반
- 국제통상외국어과

## 참고 자료
- 온양한올고등학교 - 한국교육학술정보원 학교알리미